# Muhammad VI al-Habib
Muhammad VI al-Habib conocido por los franceses como Habib Bey (árabe محمد الحبيب باي, El Bardo 13 de agosto de 1858 - Cartago 13 de febrero de 1929) fue bey de Túnez de la dinastía de los husaynites de Túnez, de 1922 a 1929. Era hijo del príncipe Muhammad al-Mamun (Mimoune) (1819-1861) que era a su vez el hermano siguiente en edad de Ali III ibn al-Husayn y quinto hijo de al-Husayn II ibn Mahmud (de un total de nueve hijos).
Fue declarado príncipe heredero el 12 de mayo de 1906 y al mismo tiempo recibió el rango de general de división, y sucedió a su primo Muhammad V al-Nasir cuando murió el 8 de julio de 1922 siendo nombrado mariscal el 10 de julio de 1922. Fue el primer bey cuyo nombre sustituyó al del sultán otomano en el jutba (‘sermón del viernes’). Inauguró el Instituto musulmán de la Gran Mezquita de París en julio de 1926.
El residente general Lucien Saint lo invitó a visitar su casa en Francia con sus hijos Azzeddine Bey y Lamine Bey y el 26 de julio de 1923 fueron a Marignac, en la Alta Garona; repitieron su estancia al año siguiente.
Murió el 13 de febrero de 1929 y le sucedió su primo Ahmad II ibn Ali, hijo de Ali Mudd ibn al-Husayn. Está enterrado en el mausoleo de Tourbet El Bey, situado en la Medina de Túnez.

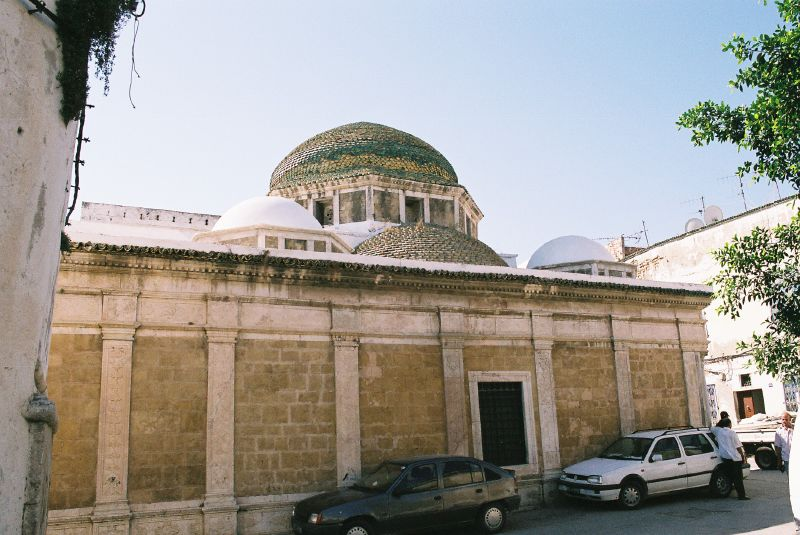
Mausoleo Tourbet El Bey.